# هاتسغوبتريكس
الهاتسغوبتريكس (أي «جناح حوض هاتسغ») هو جنس من البتروصورات الأزداركتايتية، الذي يَعرفه العلماء من بقايا غير مُكتملة عُثر عليها في ترانسيلفانيا. وتشير شظايا الجُمجمة وعظام العضد الأيسر والبقايا المتحجرة الأخرى إلى أن هذه الحيوانات كانت من بين أكبر البتروصورات في تاريخ الأرض. اعتبر بعض العلماء هياكل الهاتسغوبتريكسات العظمية مطابقة لبقايا الكويتزالكوتلسات المعروفة. لكن الكويتزالكوتلسات لم تُوصف بشكل دقيق حتى الآن، ولذا فإن لم يَكن الهاتسغوبتريكس مجرد اسم مبهم (يُشير في علم الحيوان إلى اسم يُستخدم بشكل مبهم)، فمن المُتحمل أن يَكون اسماً مرادفاً لتلك البتروصورات.

## الحجم
يُقدر الكتاب حجم الهاتسغوبتريكسات بمقارنة شظايا العضد (التي يَبلغ ظولها 236 ملليمتراً) مع أعضاد الكويتزالكوتلسات التي يَبلغ طولها 544 ملليمتراً. وبملاحظة أن شظية عضد الهاتسغوبتريكسات التي عُثر عليها يَبلغ طولها أقل من نصف طول العظمة الأصلية، توصلوا إلى أنه من المُحتمل أن هذه البتروصورات كانت أطول بقليل من الكويتزالكوتلسات. لاحظوا أيضاً أن عرض جناحي الكويتزالكوتلسات قُدر عام 1981 بما يَتراوح من 11 إلى 12 متراً، بينما تجاوزت التقديرات الأقدم ذلك بكثير إلى ما يَتراوح من 15 إلى 20 متر. ومن هذا توصلوا إلى أن تقدير عرض جناحي الهاتسغوبتريكسات باثني عشر متراً كان منطقياً: «في حال كانت عظام عضده أطول بالفعل من عظام الكويتزالكوتلسات». في عام 2003 قاموا بتغيير التقديرات إلى ما يُقارب عرض 12 متراً للجناحين وأكثر من 2.5 متر لطول الجمجمة. وفي عام 2010 أفاد «مارك ويتون» بأن أي شيء في مظهر عضد الهاتسغوبتريكس يُوحي بأنه أكبر من عضد الكويتزالكتوتلس سببه تحوير شكل العظمة بعد ترسبها، وأنه من المُرجح بهذا أن أنواع الهاتسغوبتريكسات لا تملك عرض جناحين أكبر من الكويتزالكتولسات، والذي يُقدر اليوم عموماً بما يَتراوح من 10 إلى 11 متراً.